# Adam Wasilewski
Adam Jerzy Wasilewski (ur. 24 października 1949 w Szczebrzeszynie) – polski polityk, wykładowca akademicki, samorządowiec, prezydent Lublina w latach 2006–2010.

## Życiorys
Ukończył studia na Politechnice Warszawskiej, uzyskał następnie stopień naukowy doktora nauk technicznych w zakresie akustyki. W latach 1980–2020 pracował na Politechnice Lubelskiej (dochodząc do stanowiska starszego wykładowcy). W latach 1994–1999 był prodziekanem na tej uczelni, a od 1999 do 2005 jej prorektorem. Pełnił też funkcję eksperta w Ministerstwie Ochrony Środowiska.
Należał do Stronnictwa Konserwatywno-Ludowego. W 2001 był wśród założycieli lubelskiej Platformy Obywatelskiej. W tym samym roku bez powodzenia ubiegał się o mandat senatora z listy komitetu Blok Senat 2001. Zasiadł w regionalnych władzach PO.
W wyborach samorządowych w 2006 został wybrany na urząd prezydenta Lublina, wygrywając w II turze z Izabellą Sierakowską i zdobywając 62,41% głosów. W wyborach samorządowych w 2010 nie ubiegał się o reelekcję (wrócił do pracy na Politechnice Lubelskiej). Po rezygnacji Krzysztofa Żuka objął mandat radnego sejmiku lubelskiego, który utrzymał również w 2014. Nie odnowił go w 2018, powrócił jednak w skład sejmiku w 2019 po wyborze Jacka Burego do Senatu. Zasiadał w tym gremium do 2024, nie ubiegając się o ponowny wybór. W 2015 kandydował bez powodzenia do Sejmu.

## Odznaczenia
- Krzyż Kawalerski Orderu Odrodzenia Polski (2010)[4]
- Złoty Krzyż Zasługi (2005)[5]